# Kontur Pál
Kontur Pál (Budapest, 1949. április 28. –) magyar autószerelő, politikus, 2010–2014 között a Fidesz Komárom-Esztergom megyei területi listájánaktagja az Országgyűlésben.

## Életpályája
1967-ben érettségizett a Petőfi Sándor Gimnáziumban. 1969-ben a Bánki Donát Közlekedésgépészeti Szakközépiskola és Szakiskolát végezte el, ahol autószerelő szakmunkásként végzett. Inaséveit a Mátyásföldi Teherautó Javítóban töltötte. 25 évet dolgozott Angyalföldön, a IV. számú AFIT majd Spirál autójavítóban. 1980-ban autószerelő mestervizsgát tett az Ipartestületek Országos Szövetségénél. 20 évig csoportvezető volt.

### Politikai pályafutása
1992-ben a KDNP tagja lett. 2003 óta Fidesz tag is. 2004–2005 között megszervezte a Fidesz Munkás és Alkalmazotti Tagozatát, melynek országos elnöke. 2006–2014 között országgyűlési képviselő; a Foglalkoztatási és Munkaügyi Bizottság tagja volt. 2006–2010 között a Fidesz frakcióvezető helyettese volt. 2013–2014 között a Fogyasztóvédelmi bizottság tagja volt.